# Cantón de San Rafael
San Rafael es el cantón número 5 de la provincia de Heredia, Costa Rica.  Su cabecera es la ciudad de San Rafael.
Al norte de esta región se localiza parcialmente la Reserva Forestal Cordillera Volcánica Central y el parque nacional Braulio Carrillo. La iglesia de San Rafael, ubicada en el distrito del mismo nombre, es una edificación de estilo neogótico que ha sido declarada patrimonio histórico-arquitectónico de Costa Rica.

## Toponimia
El nombre original del cantón San Rafael fue Piedra Grande, citado por primera vez en junio de 1783; no fue sino a partir del 20 de enero de 1819 que se menciona con la denominación actual, el cual según versión de don Marco Tulio Campos, en su documento Apuntes para la historia de mi pueblo, publicado en 1930, se debe a que las denominaciones de algunos cantones y distritos de Heredia, se asignaron en forma simultánea en 1818; mediante una rifa organizada por las autoridades tanto eclesiásticas como civiles y militares de la época, quienes previamente prepararon una lista de nombres de santos, y a la suerte los adjudicaron, entregando el cura una estampa al representante de cada distrito, con la imagen de su santo patrono. 

### Piedra Grande
Documentos de 1783 citan al lugar llamado Piedra Grande, nombre original del cantón, en donde existía un molino de trigo, que aledaño al mismo había un triguero de cierta consideración, el cual estuvo localizado al suroeste del actual distrito de San Josecito, posiblemente en lo que hoy es el barrio Bajo Los Molinos. 
En la actualidad, la piedra de gran tamaño por la que el cantón llevaba este nombre, se encuentra ubicada en una propiedad privada en el distrito de San Josecito, Diagonal 15 de Bajo Los Molinos, la piedra lleva una placa en conmemoración del nombre original de la región, que reza:

A los 107 años de la fundación del cantón de San Rafael de Heredia, llamado antiguamente Piedra Grande, agradecemos a las personas quienes de una u otra forma han forjado los destinos de nuestro pueblo
Municipalidad de San Rafael de Heredia 1990-1994

## Historia
Los hallazgos arqueológicos encontrados en San Rafael son prueba de que este cantón fue territorio habitado por aborígenes, del denominado reino huetar de Occidente, que a inicios de la Conquista eran dominios del cacique Garavito.
En los protocolos de Heredia, de 16 de febrero de 1826 se menciona el barrio San Rafael. Barrio que en 1846 contaba con 2400 habitantes.
La Municipalidad de Heredia para cumplir con lo dispuesto en el artículo doce de la ley n.º 36 de 7 de diciembre de 1848, se reunió extraordinariamente tres días después, a fin de establecer los distritos parroquiales del cantón, disponiendo que los de San Rafael y Santiago formaran el cuarto cantón de Heredia. En la demarcación de los distritos parroquiales de la provincia de Heredia, publicada en la Gaceta Oficial, el 30 de diciembre de 1862, se mantiene la anterior resolución. La demarcación establecida en esa oportunidad fue la base para la posterior delimitación cuando se creó el cantón.
Los vecinos más activos de la comunidad, en 1862 se dedicaron a la tarea de construir la primera ermita, que se hizo de adobes; la cual se dedicó a San Rafael. En 1886, durante el episcopado de Monseñor don Bernardo Augusto Thiel Hoffman, segundo Obispo de Costa Rica, se erigió la parroquia; la cual actualmente es sufragánea de la arquidiócesis de San José de la provincia eclesiástica de Costa Rica. A raíz de la elección del cantón, los vecinos del lugar consideraron necesario contar con una iglesia más amplia y de acorde con el rango de cabecera; inquietud que se acentuó al otorgársele la categoría de parroquia, por lo que se pensó en escoger un nuevo asiento para su edificación. La señora Rosario Sánchez donó una manzana de terreno para ese propósito. Se encargó al Ing. don Lesmes Jiménez Bonnefil, como responsable de la construcción del nuevo templo, quien adoptó la arquitectura de una iglesia estilo gótico, obra que duró muchos años en concluirse. No fue hasta en 1962, que Monseñor don Carlos Humberto Rodríguez Quirós, cuarto Arzobispo de Costa Rica, bendijo esta magna obra, construida con el esfuerzo y colaboración de los habitantes del cantón.
Para 1862 existía una escuela en barrio San Rafael. El presbítero don Pedro María Badilla, donó el terreno y construyó un plantel escolar en 1876. El actual edificio escolar se inauguró en 1927, con el nombre de Pedro María Badilla Bolaños, en el segundo gobierno de don Ricardo Jiménez Oreamuno (1924-1928). El Liceo Ing. Carlos Pascua Z. inició sus actividades educativas en 1967, en la administración de don José Joaquín Trejos Fernández.
Fue fundado el 28 de mayo de 1885. El 2 de junio de 1885, se llevó a cabo la primera sesión del Concejo de San Rafael, integrado por los regidores propietarios señores Santiago Valerio Campos, Presidente; Antonio Vargas Arrieta; y Pedro Valerio Lobo. El Jefe Político fue don José María Víquez Zamora.
A finales del siglo XIX el alumbrado público fue de faroles de canfín colocados en postes de madera. El primer alumbrado eléctrico se inauguró en septiembre de 1917, en el gobierno de don Federico Tinoco Granados.
La cañería comenzó a funcionar en la primera administración de don Ricardo Jiménez Oreamuno (1910-1914).
El 18 de octubre de 1915, se promulgó la ley n.º 20 sobre división territorial para efectos administrativos, en la que aparece la población de San Rafael con el título de Villa. Posteriormente, el 6 de diciembre de 1963, en la administración de don Francisco Orlich Bolmarcich, se decretó la ley n.º 3248 que confirió a la villa la categoría de ciudad.

### Cantonato
En ley N.º 9 del 28 de mayo de 1885, San Rafael se erigió en cantón de la provincia de Heredia; como cabecera se designó la población del mismo nombre. En esa oportunidad no se fijaron los distritos de ese nuevo cantón.
San Rafael procede del cantón de Heredia, establecido este último en ley n.º 36 de 7 de diciembre de 1848.

### Generalidades

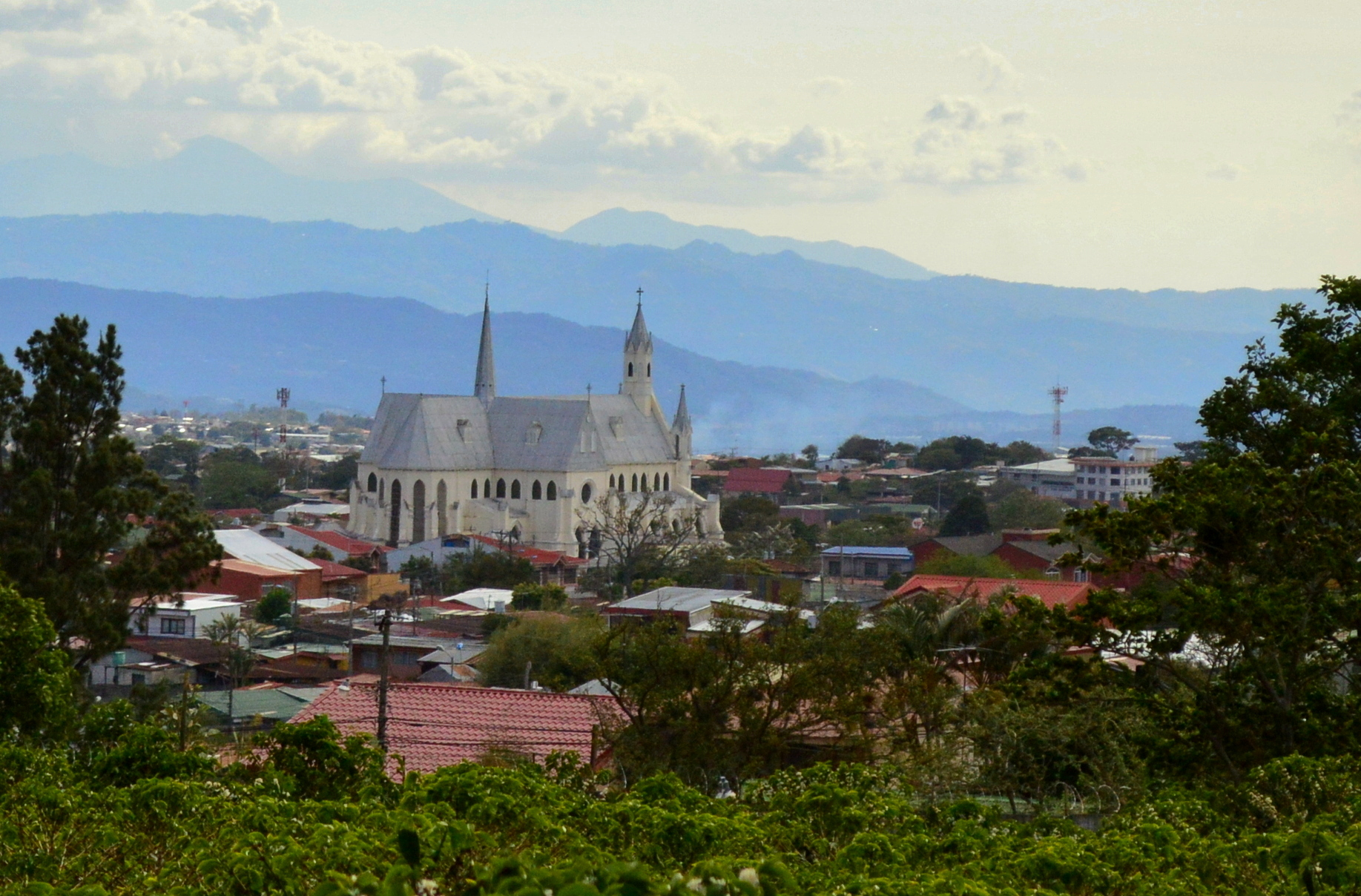
San Rafael de Heredia

Al noroeste del cantón central de Heredia se extiende el quinto cantón de la provincia: San Rafael, de terreno en partes quebrado, con un clima que varía entre los 20 y los 22 grados celcius según su altitud y es drenado por varios ríos pequeños, afluentes del Virilla. Limita al norte con el cantón central de Heredia (distrito Vara Blanca), al este con San Isidro, al sur con los cantones de Heredia y San Pablo y al oeste con Barva.
San Rafael produce principalmente café, hortalizas y en sus zonas más altas se da la ganadería así como la producción de leche y queso de cabra. El cantón se divide en cinco distritos: San Rafael, San Josecito, Santiago, Ángeles y Concepción. La ciudad de San Rafael, cabecera del cantón situada en el extremo sur a tan sólo 2 kilómetros al noreste de la Ciudad de Heredia, posee un elegante templo gótico que llena de mucho orgullo a los rafaeleños por su gran presencia pues por su gran tamaño, el templo es visible desde muchos puntos del Valle Central incluso fuera de la provincia de Heredia.

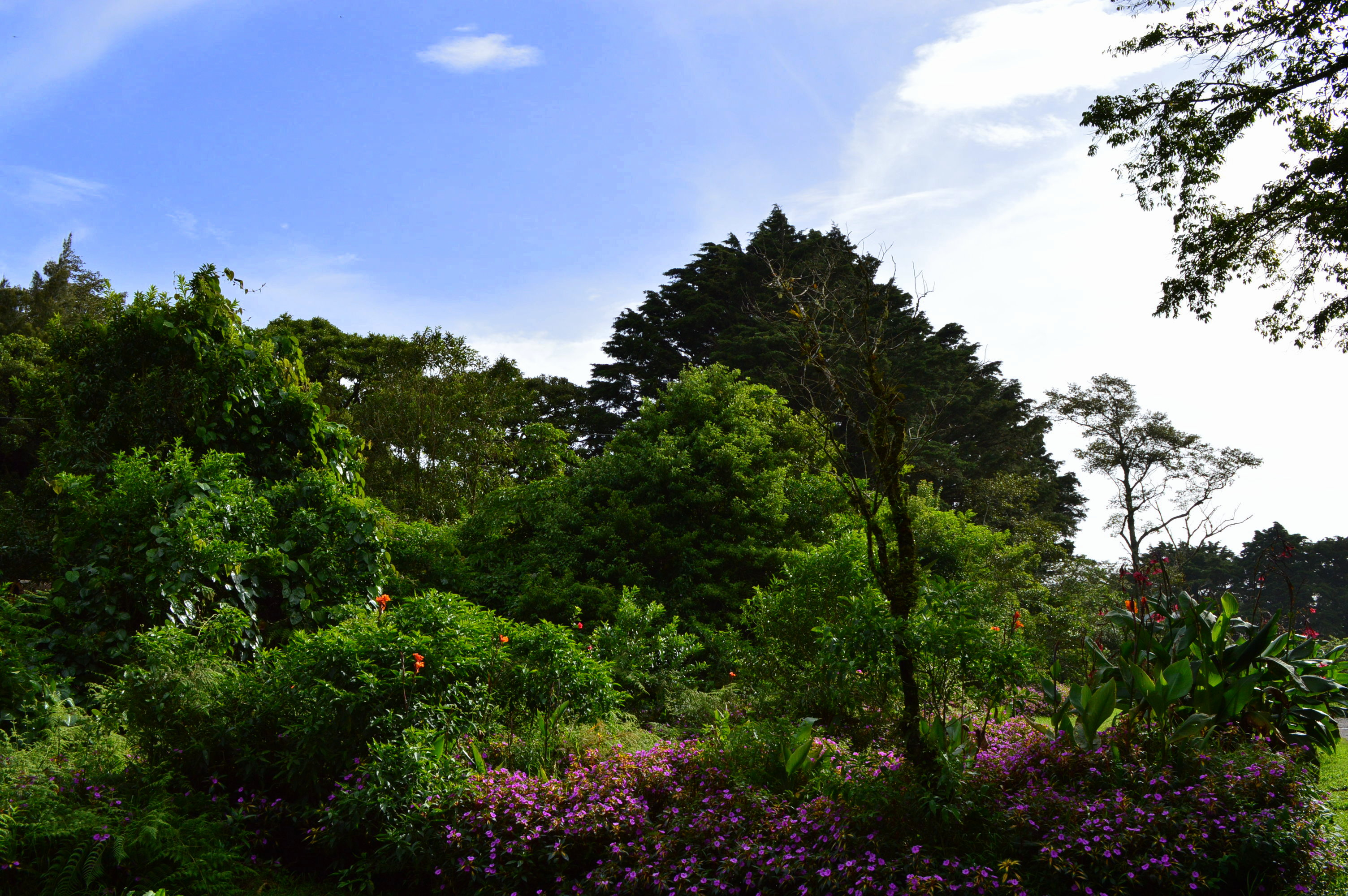
Monte de la Cruz, San Rafael de Heredia

Hasta 1826 el poblado que conformaba el cantón se denominó Piedra Grande pero más tarde pasaría a llamarse San Rafael pues según se señala en documentos históricos, se hizo por rifa cuando las autoridades de la provincia eligieron simultáneamente los nombres de los cantones con nombres de santos. San Rafael fue creado cantón en 1848 con sus 5 distritos; en 1862 fue construida su primera ermita y la actual iglesia fue terminada en 1962. En 1862 ya existía escuela en el poblado y el actual edificio escolar se inauguró en 1927. El Liceo Ingeniero Carlos Pascua inició sus actividades educativas en 1967; el alumbrado eléctrico se inauguró en 1917 y la cañería en 1910. En San Rafael se ubica el Refugio de Animales, institución que se encarga de recibir animales que han estado en abandono o fueron robados de su hábitat natural.

El cantón pertenece a la Gran Área Metropolitana, y en él se encuentra la Planta Hidroeléctrica La Joya. El cantón es un destino muy turístico dentro de la provincia de Heredia y de Costa Rica en términos generales pues posee 2 sitios de interés público como son el Bosque de la Hoja en las Chorreras y el paradero Monte de la Cruz que cuentan con amplias zonas verdes de esparcimiento con senderos en el bosque, ranchos, áreas para picnic, canchas de fútbol, baloncesto e increíbles vistas hacia el Valle Central. 

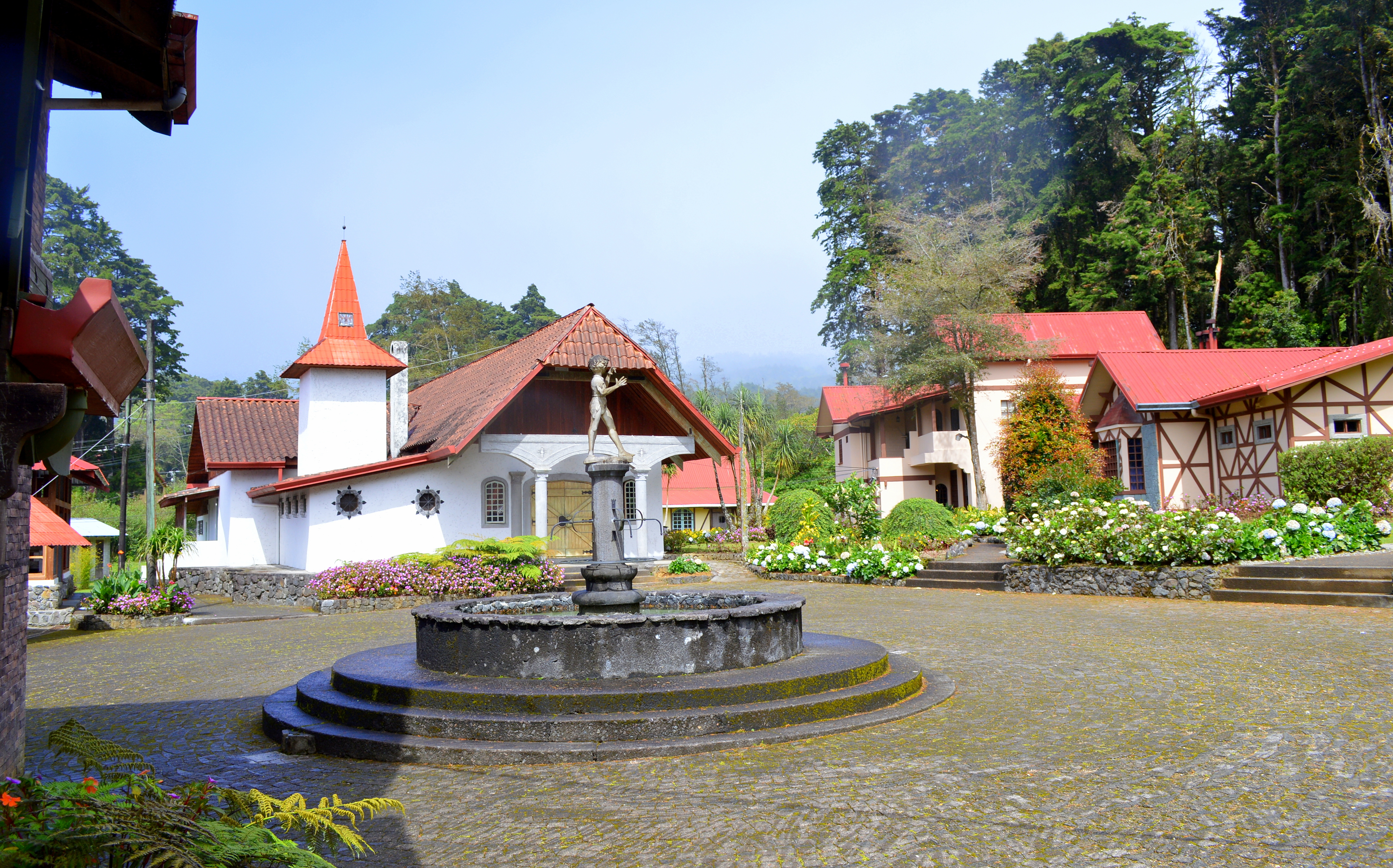
El Tirol en San Rafael de Heredia

Además, en San Rafael se ubica El Castillo Country Club (privado) que cuenta con canchas de tenis, área para patinaje sobre hielo, entre otros servicios y atractivos. Gran parte del Refugio de Vida Silvestre Cerro Dantas, se encuentra en el cantón de San Rafael el cual posee una serie de senderos que han sido planificados de conformidad a los programas de investigación y de acceso para ejecutar planes de recuperación, vigilancia y conservación; Cerro Dantas cuenta con un albergue para aquellas personas que deseen disfrutar de la naturaleza y un clima frío típico de las zonas montañosas de la Cordillera Volcánica Central y poder realizar caminatas ecológicas, así como caminatas nocturnas para apreciar la fauna de la zona. El cantón limita con el parque nacional Braulio Carrillo.
San Rafael cuenta además con variedad de restaurantes, hoteles y cabinas de montaña para hospedarse que hacen frente a la oferta turística que el cantón y zonas aledañas pueden ofrecer. Entre los más famosos destacan el Hotel La Condesa y El Tirol así como restaurantes con vistas panorámicas al Valle Central como Baalbek, Añoranzas, Los Peroles, La Puerta de Alcalá, entre otros. El cantón es también visitado por personas que practican el ciclismo y caminatas de montaña pues sus escenarios naturales donde abundan el pino y ciprés hacen de San Rafael un destino frecuentado.
A los habitantes del cantón de San Rafael se les suele llamar "barracos". La razón del apodo fue que en un principio el templo no tenía torre frontal para colocar las campanas que se habían traído de Europa pero los rafaeleños querían oírlas, así que hicieron una torre en la parte de atrás y las pusieron”. Un día del año 1936, cuando un visitante las vio guindando de la torre improvisada dijo que aquello parecía un barraco en su chiquero, es decir, un cerdo sin capar de los que se usan como padrotes. Desde entonces, los habitantes del cantón se quedaron con el apodo, que antes les molestaba, pero ahora más bien a muchos les enorgullece.

## Ubicación
Se localiza al noreste de la ciudad de Heredia, sobre las faldas del volcán Barva, en la cordillera Volcánica Central. Limita al norte con el distrito de Varablanca de Heredia, al oeste con Heredia y Barva, al sur con San Pablo y al este con San Isidro.

## Geografía
Cantón de San Rafael cuenta con un área de 48,31 km² y una altitud media de 1661 m s. n. m.
Las coordenadas geográficas medias del cantón de San Rafael están dadas por 10°3′45″ latitud norte y 84°5′0″ longitud oeste.
La anchura máxima es de doce kilómetros, en dirección norte a suroeste, desde unos 1800 metros al norte del cerro Piedra, en la cumbre de la sierra volcánica Central, próximo a la naciente del río Segundo, hasta un kilómetro al suroeste de villa Santiago, sobre el río Pirro.
El cantón de San Rafael está constituido geológicamente por rocas volcánicas de la época Holoceno, período Cuaternario.

### Geomorfología
El cantón de San Rafael forma parte de la unidad geomórfica de Origen Volcánico, la cual se divide en dos subunidades, denominadas Volcán Barva y Relleno Volcánico del Valle Central.

### Hidrografía
El sistema fluvial del cantón de San Rafael, corresponde a la Vertiente del Pacífico, el cual pertenece a la cuenca del Río Grande de Tárcoles.

## División administrativa
El cantón de San Rafael está dividido en cinco distritos:
- San Rafael
- San Josecito
- Santiago
- Los Ángeles
- Concepción

Cartografía:
- Hojas del mapa básico, 1:50.000 (IGNCR): Barva.
- Hojas del mapa básico, 1:10.000 (IGNCR): Burío, Cubujuquí, La Hoja, Turales, Uriche.

### Leyes y decretos de creación y modificaciones
- Decreto Legislativo 10 de 28 de mayo de 1885 (Creación de este cantón, segregado de Heredia).
- Acuerdo Ejecutivo 118 de 27 de agosto de 1886 (Declara que las Manzanas 6 y 7 de la ciudad de Heredia pertenecen a este cantón).
- Decreto Legislativo 4 de 4 de agosto de 1899 (Límite con el cantón Barva y este cantón).
- Ley 2789 de 18 de julio de 1961 (límite del cantón San Pablo colindante con esta Unidad Administrativa).
- Ley 3248 de 6 de diciembre de 1963 (título de ciudad a la villa San Rafael).
- Ley 7894 de 8 de julio de 1999 (límite con el cantón San Isidro).

## Demografía
Para el año 2022, Cantón de San Rafael cuenta con una población estimada de 48 848 habitantes, y para el último censo efectuado, en 2011, Cantón de San Rafael contaba con una población de 45 965 habitantes.
De acuerdo al censo nacional del 2011, la población del cantón era de 45 965 habitantes, de los cuales, el 8,1 % nació en el extranjero. El mismo censo destaca que había 12 957 viviendas ocupadas, de las cuales, el 74,1 % se encontraba en buen estado y había problemas de hacinamiento en el 3,1% de las viviendas. El 90,3% de sus habitantes vivían en áreas urbanas.
Entre otros datos, el nivel de alfabetismo del cantón es del 98,7%, con una escolaridad promedio de 9,8 años.
El mismo censo detalla que la población económicamente activa se distribuye de la siguiente manera:
- Sector Primario: 2,5%
- Sector Secundario: 21,6%
- Sector Terciario: 75,9%

Para el año 2012 presentaba un alto índice de desarrollo humano (0.885, el noveno más alto del país) según el Programa de las Naciones Unidas para el Desarrollo.
Pertenece al Gran Área Metropolitana y se estima que los distritos de San Rafael, San Josecito y Santiago cubren el área habitacional en la totalidad del territorio del mismo.  La población de San Rafael nació como una extensión de la ciudad de Heredia.

## Economía
La economía del cantón se basa en el comercio y la agricultura. Las principales actividades agropecuarias son los cultivos de café, hortalizas y caña de azúcar y la ganadería de leche. El cantón tiene varios lugares turísticos de importancia, como el monte de la Cruz, el bosque de la Hoja o Las Chorreras.
Hoy es un pueblo con tránsito de vehículos constante hacia los clubes privados, restaurantes, cabinas, y hoteles. San Rafael cuenta con una clínica de igual nombre, lo mismo que con una planta hidroeléctrica llamada La Joya.